# Aragonci
Aragonci su etnička skupina ili starosjedioci u Španjolskoj koji uglavnom žive na području srednjovjekovne države Kraljevine Aragon, na području od sredine prema istoku Španjolske. Aragonski, njihov stari jezik, koji se u Kraljevini Aragon govorio, sada je ozbiljno ugrožen, a govori ga samo nekoliko tisuća ljudi u selima sjeverne Španjolske.
Većina Aragonaca (90% ili više) govori španjolski u sjevernoj formi tog jezika s regionalnim obilježjima u naglasku i rječniku. Korištenje aragonskoga jezika opada i izumire. U većem djelu istočne Španjolske katalonski jezik je dosta zastupljen i govori ga 90% populacije. Za razliku od drugih autonomnih područja u drugim državama, u Španjolskoj ni katalonski ni aragonski nisu izjednačeni sa španjolskim ili kastilskim.